# 九州旅客鐵道

九州旅客鐵道的營運範圍，以紅色表示。

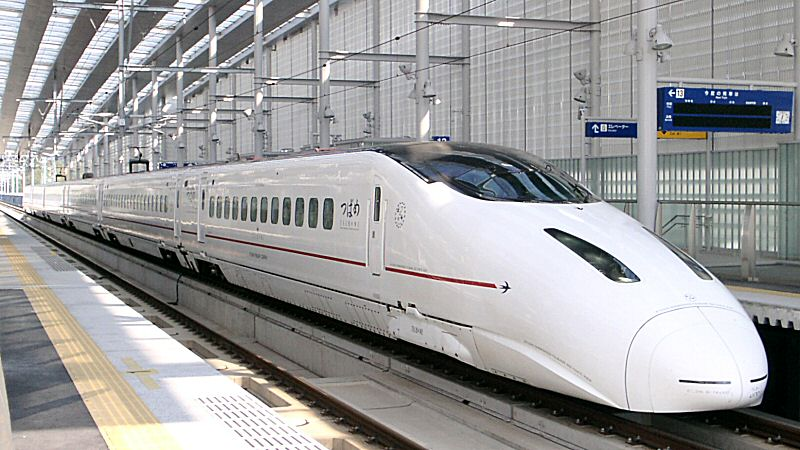
九州新幹線「燕」

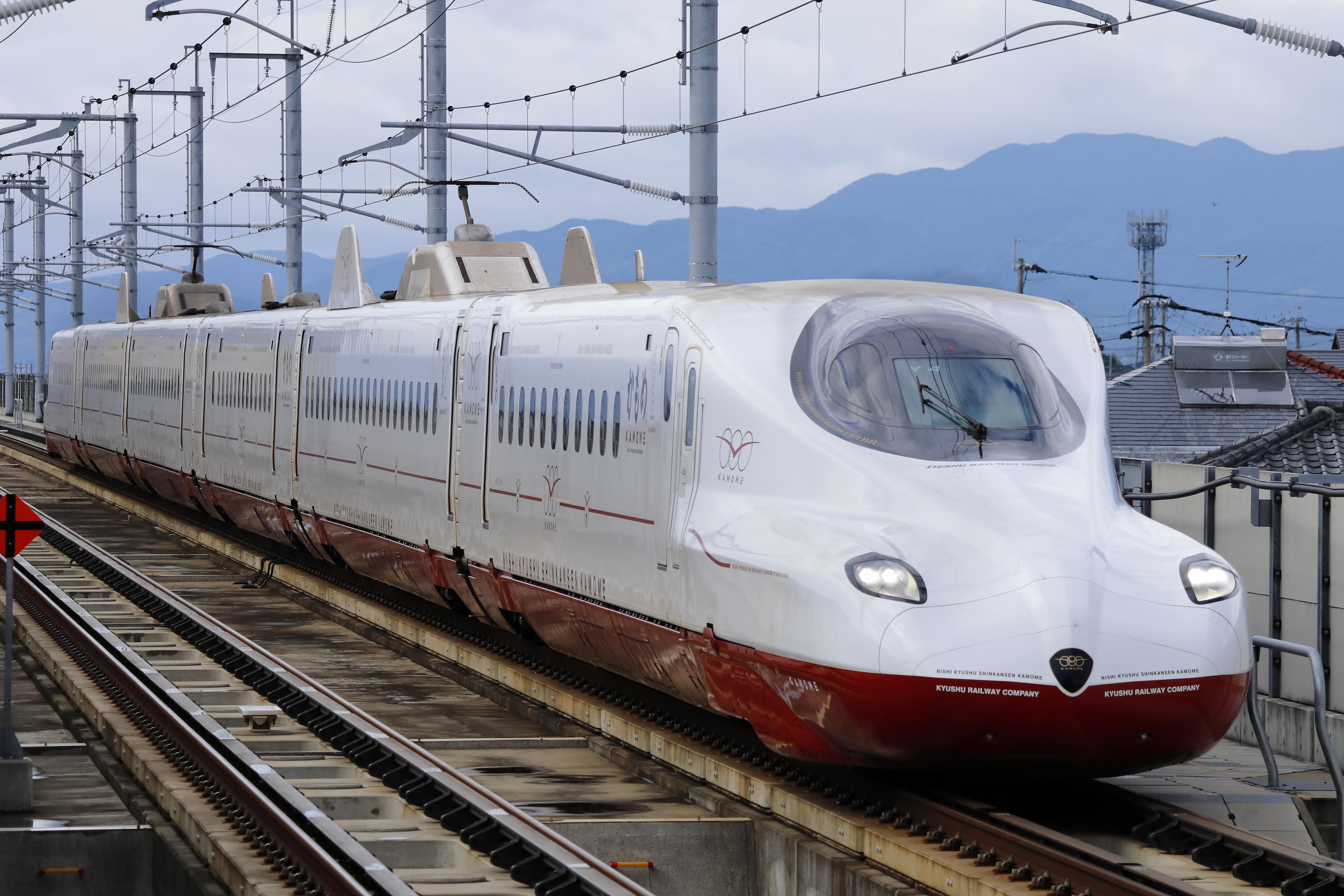
西九州新幹線「海鷗」

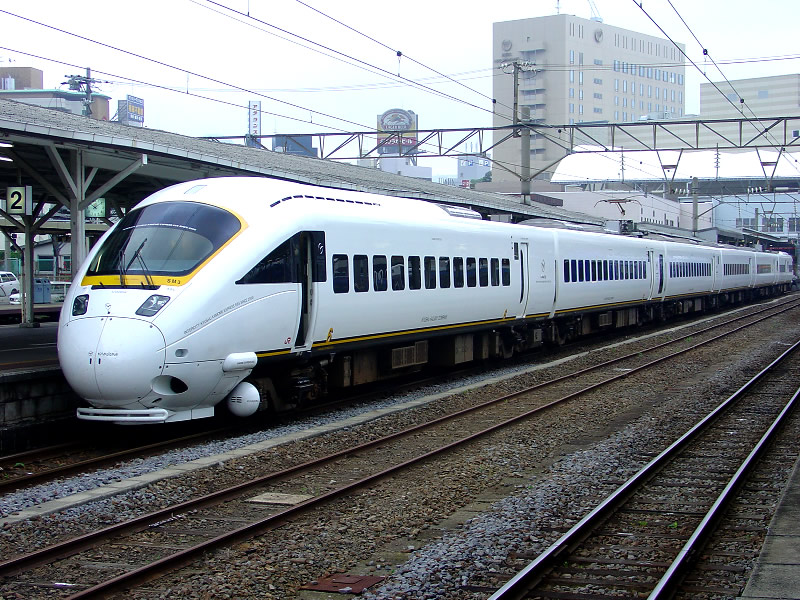
885系特急「鷗」

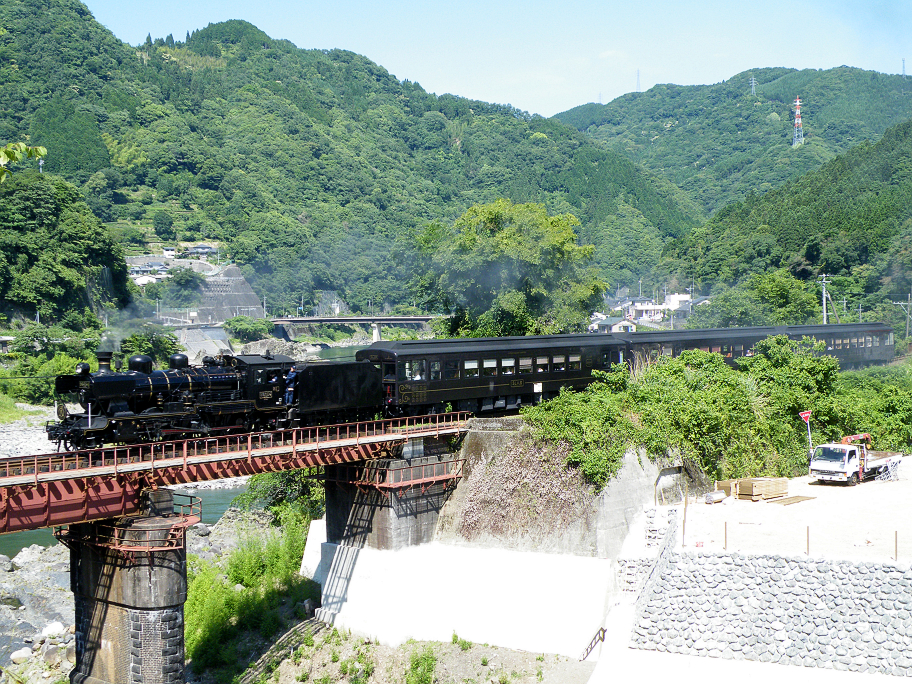
旅遊蒸汽列車「SL人吉號列車」

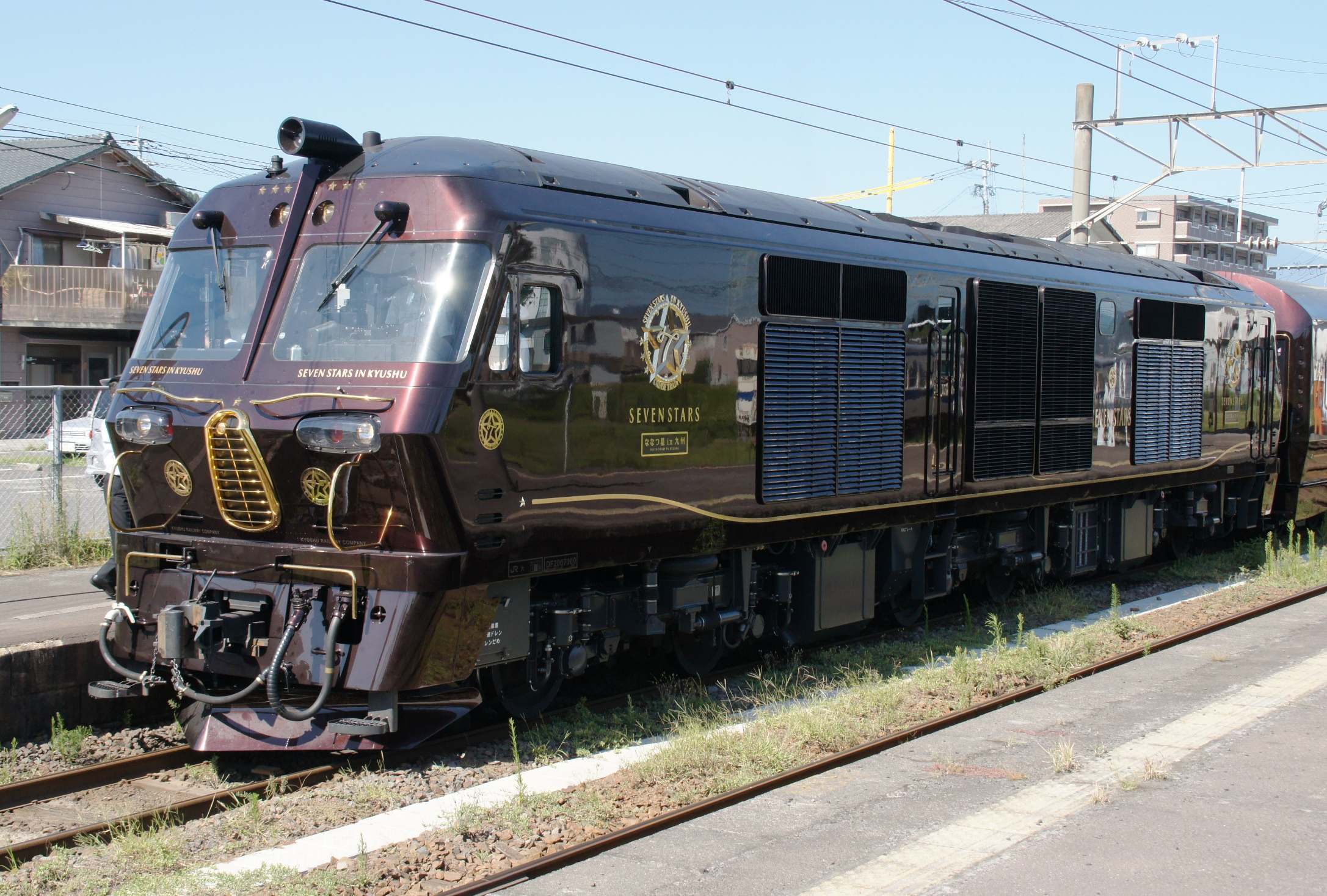
牽引著豪華觀光列車「九州七星」的DF200-7000型柴油機車。2013年時攝於隼人

九州旅客鐵道（日语：／ Kyūshū Ryokaku Tetsudō */?），常簡稱JR九州或JR-K，為日本7間JR鐵路公司之一，總部位於福岡市。主要經營原日本國鐵在九州地方的各條路線、以及九州新幹線 。代表顏色是紅色。

## 歷史
九州旅客鐵道成立於1987年4月1日，是隨著國鐵分割民營化而誕生的「JR」系列公司之一，成立之時正值營運虧損。1975年時，九州鐵路每日乘車人數高達97萬人，但隨著煤炭、製鐵等產業的衰退，再加上高速公路及航空的發展，JR九州鐵路載客數一直下降。1987年公司成立時，每日乘車人數僅有68萬，虧損額達288億日元。至2006年已由虧轉盈，每日乘車人數也回到90萬人次。該公司同時經營許多副業，除鐵路本業外還有轉投資36個子公司（稱為「36+1策略」），副業包括經營車站大樓（站內商場）以及開發住宅區。副業的收入佔2003年總營業額（3,248億日元）百分之65以上。
2016年10月17日九州旅客鐵道以招股範圍上限2,600日圓定價，於10月25日在東京證券交易所主板掛牌，翌日在福岡證券交易所掛牌。按發售股數1.6億股計算，集資總額4,160億日圓(40億美元，約309.9億港元)，為2016年全球第三大上市個案。
2019年5月30日北九州市的鹿兒島本線門司站到太空世界站、日豐本線的小倉站到城野站於上午發生停電，造成雙向列車均無法行駛，調查發現是一隻蛞蝓侵入鹿兒島本線小倉站至門司站間的鐵道電氣箱內造成設備短路。

## 本社、支社等等
本社及支社之路線管轄界線車站請參考JR支社境界。

### 本社
所在地：福岡縣福岡市博多區博多車站前3-25-21
新幹線鐵道事業部
所在地：鹿兒島縣薩摩川内市

### 支社
九州北部地區本社
所在地：福岡縣北九州市小倉北區室町3-2-57
長崎支社
所在地：長崎縣長崎市尾上町1-89
大分支社
所在地：大分縣大分市要町1-1
熊本支社
所在地：熊本縣熊本市西區春日3-15-1
上海事務所（2010年設立）
所在地：中国上海市
鹿兒島支社
所在地：鹿兒島縣鹿兒島市武1-2-1

### 島外據點、附屬機關
東京支店
所在地：東京都千代田區丸之内3-4-1
沖繩支店
所在地：沖繩縣那霸市久米2-4-16
小倉工場
所在地：福岡縣北九州市小倉北區金田3-1-1
JR九州醫院
所在地：福岡縣北九州市門司區高田2-1-1
社員研修中心
所在地：福岡縣北九州市門司區新原町8-1

## 路線

### 路線
九州旅客鐵道的營運範圍，以紅色作為企業代表色，服務九州地區。  
| 分類       | 中文線名     | 日文線名     | 路段               | 營業距離（公里） | 路線編號、愛稱、通稱 | 備註                                                               |
| ---------- | ------------ | ------------ | ------------------ | ---------------- | --- | ------------------------------------------------------------------ |
| 新幹線     | 九州新幹線   |              | 博多－鹿兒島中央   | 288.9            | 有些班次會行駛： 山陽·九州新幹線 （博多－新大阪） | 鹿兒島線 實際距離為256.8公里， 博多站起約8公里路段是由JR西日本管轄 |
| 新幹線     | 西九州新幹線 |              | 武雄温泉－長崎     |                  | |                                                                    |
| 幹線       | 山陽本線     |              | 下關－門司         | 6.3              | | 神戶－下關段由JR西日本管轄                                         |
| 幹線       | ■鹿兒島本線  |              | 門司港－八代       | 232.3            | 福北豐線（黑崎－折尾） 福北豐線（吉塚－博多） （吉塚－門司港） 山陽本線（門司－小倉） （竹下－荒尾） ■三角線（天草三角線）（熊本－宇土） 肥薩橙鐵道■肥薩橙鐵道線（新八代－八代） | 小倉－西小倉段0.8公里與日豐本線重覆                                |
| 幹線       | ■鹿兒島本線  | 川內－鹿兒島 | 49.3               |                  | |                                                                    |
| 幹線       | ■篠栗線      |              | 桂川－吉塚         | 25.1             | 福北豐線 |                                                                    |
| 幹線       | ■長崎本線    |              | 鳥栖－長崎         | 125.3            | （鳥－佐賀） ■唐津線（久保田－佐賀） |                                                                    |
| 幹線       | ■長崎本線    | 喜喜津－浦上 | 23.5               | ■長與支線        | |                                                                    |
| 幹線       | ■筑肥線      |              | 姪濱－唐津         | 42.6             | 筑肥東線 | 兩線於唐津線唐津站接續                                             |
| 幹線       | ■筑肥線      | 山本－伊萬里 | 25.7               | ■筑肥西線        | | 兩線於唐津線唐津站接續                                             |
| 幹線       | ■佐世保線    |              | 江北－佐世保       | 48.8             | |                                                                    |
| 幹線       | ■日豐本線    |              | 小倉－鹿兒島       | 462.6            | （小倉－行橋） 日田彥山線（小倉－城野） ■日南線（南宮崎－宮崎） ■機場線（宮崎－南宮崎）                                                                                          | 小倉－西小倉段0.8公里與鹿兒島本線重覆                              |
| 幹線       | ■宮崎機場線  |              | 田吉－宮崎機場     | 1.4              | ■機場線 |                                                                    |
| 地方交通線 | 香椎線       |              | 西戶崎－宇美       | 25.4             | 海之中道線（西戶崎－香椎） |                                                                    |
| 地方交通線 | ■三角線      |              | 宇土－三角         | 25.6             | 天草三角線 |                                                                    |
| 地方交通線 | ■肥薩線      |              | 八代－隼人         | 124.2            | 蝦野高原線（八代－吉松） |                                                                    |
| 地方交通線 | ■指宿枕崎線  |              | 鹿兒島中央－枕崎   | 87.8             | |                                                                    |
| 地方交通線 | ■唐津線      |              | 久保田－西唐津     | 42.5             | 筑肥東線（唐津－西唐津） ■筑肥西線（山本－西唐津） |                                                                    |
| 地方交通線 | ■大村線      |              | 早岐－諫早         | 47.6             | |                                                                    |
| 地方交通線 | ■久大本線    |              | 久留米－大分       | 141.5            | 由布高原線 ■日田彥山線（夜明－日田） |                                                                    |
| 地方交通線 | ■豐肥本線    |              | 大分－熊本         | 148.0            | 阿蘇高原線 |                                                                    |
| 地方交通線 | ■日田彥山線  |              | 城野－夜明         | 68.7             | （城野－田川後藤寺） |                                                                    |
| 地方交通線 | ■日南線      |              | 南宮崎－志布志     | 88.9             | ■機場線（南宮崎－田吉） |                                                                    |
| 地方交通線 | ■吉都線      |              | 吉松－都城         | 61.6             | 蝦野高原線 |                                                                    |
| 地方交通線 | 豐本線       |              | 若松－原田         | 66.1             | 若松線（若松－折尾） 福北豐線（折尾－桂川） 原田線（桂川－吉塚） |                                                                    |
| 地方交通線 | 後藤寺線     |              | 田川後藤寺－新飯塚 | 13.3             | |                                                                    |

- 山陽·九州新幹線為與山陽新幹線（JR西日本）的合稱。
- 福北豐線為鹿兒島本線黑崎－折尾段與吉塚－博多段、篠栗線全線、筑豐本線折尾－桂川段的合稱。
- 蝦野高原線為肥薩線八代－吉松段與吉都線全線的合稱。

### 廢除路線
| 分類       | 中文線名   | 日文線名 | 路段             | 營業距離（公里） | 廢除年月日     | 備註 |
| ---------- | ---------- | -------- | ---------------- | ---------------- | -------------- | --- |
| 幹線       | 鹿兒島本線 |          | 八代－川內       | 116.9            | 2004年3月13日  | 伴隨九州新幹線新八代－鹿兒島中央段通車而廢除 轉移至肥薩橙鐵道■OR 肥薩橙鐵道線 |
| 地方交通線 | 山野線     |          | 水俁－栗野       | 55.7             | 1988年2月1日   | 被指定為第2次特定地方交通線而廢除 轉移至南國交通（巴士） |
| 地方交通線 | 松浦線     |          | 有田－佐世保     | 93.9             | 1988年4月1日   | 被指定為第2次特定地方交通線而廢除 轉移至松浦鐵道西九州線 |
| 地方交通線 | 上山田線   |          | 飯塚－豐前川崎   | 25.9             | 1988年9月1日   | 被指定為第2次特定地方交通線而廢除 轉移至西鐵巴士 |
| 地方交通線 | 高千穗線   |          | 延岡－高千穗     | 50.1             | 1989年4月28日  | 被指定為第2次特定地方交通線而廢除 轉移至高千穗鐵道高千穗線 伴隨颱風彩蝶的豪雨災害，2005年9月6日全線停運 延岡－槙峰段於2007年9月6日、槙峰－高千穗段於2008年12月28日廢除 轉移至宮崎交通巴士 |
| 地方交通線 | 糸田線     |          | 金田－田川後藤寺 | 6.9              | 1989年10月1日  | 被指定為第3次特定地方交通線而廢除 轉移至 平成筑豐鐵道■HC 糸田線 |
| 地方交通線 | 田川線     |          | 行橋－田川伊田   | 26.3             | 1989年10月1日  | 被指定為第3次特定地方交通線而廢除 轉移至 平成筑豐鐵道■HC 田川線 |
| 地方交通線 | 伊田線     |          | 直方－田川伊田   | 16.2             | 1989年10月1日  | 被指定為第3次特定地方交通線而廢除 轉移至 平成筑豐鐵道■HC 伊田線 |
| 地方交通線 | 湯前線     |          | 人吉－湯前       | 24.9             | 1989年10月1日  | 被指定為第3次特定地方交通線而廢除 轉移至球磨川鐵道■湯前線 |
| 地方交通線 | 宮田線     |          | 勝野－筑前宮田   | 5.3              | 1989年12月23日 | 被指定為第3次特定地方交通線而廢除 轉移至西鐵巴士、JR九州（巴士） |

### 預定路線
| 分類   | 中文線名     | 日文線名 | 路段             | 營業距離（公里） | 預定通車         | 備註 |
| ------ | ------------ | -------- | ---------------- | ---------------- | ---------------- | ---- |
| 新幹線 | 西九州新幹線 |          | 武雄温泉－新鳥栖 | 未定             | 未定 （2040年?） |      |

## 與其他JR公司的分界站
線區所屬公司將JR九州設為〔九〕，同樣將JR西日本用〔西〕的例子來表示。
- ○：全面由對方旅客鐵路公司管轄
- ▲：在來線路部分由本公司管轄，新幹線部分由對方的旅客鐵路公司管轄

JR西日本
- ○下關站〔九〕山陽本線・〔西〕山陽本線
- ▲小倉站〔九〕鹿兒島本線、日豐本線・〔西〕山陽新幹線
- ▲博多站〔九〕九州新幹線、鹿兒島本線・〔西〕山陽新幹線、博多南線

## 車輛

### 機車
- 蒸汽機車
  - 8620型
- 電力機車
  - ED76
  - EF81
- 柴油機車
  - DE10
  - DF200

### 列車（包括電力及柴油推動）
- 新幹線
  - 800系
  - N700系8000番台
  - N700S系
- 特急型
  - 485系
  - 783系
  - 787系
  - 883系
  - 885系
  - Kiha 71系（由Kiha 65改造）
  - Kiha 72系
  - Kiha 1831000番台
  - Kiha 185（全部從JR四國購入）
- 急行型
  - 457系（已全部退役）
  - 475系（已全部退役）
  - Kiha 58系（已全部退役）
  - Kiha 65系（已全部退役）
  - Kiha 66系
- 近郊型
  - 415系
  - 423系（已全部退役）
  - 713系
  - 715系（已全部退役）
  - 717系（已全部退役）
  - 811系
  - 813系
  - 815系
  - 817系
  - BEC819系
  - 821系
  - Kiha 20系（已全部退役，部份隨線路第三部門化而曾轉讓給新設立的鐵路公司）
  - Kiha 23/45系（已全部退役）
  - Kiha 31系（其中1節讓渡給球磨川鐵道，改名為「KT31」型）
  - Kiha 40系（部份更新車改造為Kiha 140系）
  - Kiha 47系（部份更新車改造為Kiha 147系）
  - Kiha 52系（已全部退役）
  - Kiha 125系
  - Kiha 200系
  - Kiha 220系
- 通勤型
  - 103系1500番台
  - 303系
- 專業／測試型
  - Kumoya 740型（クモヤ740形）：檢測用車

### 客車
- 寢台型（臥舖車）
  - 14系／15系（已全部退役）
  - 24/25系（已全部退役）
  - 77系
- 特急／急行型
  - 12系（已全部退役）
- 普通型
  - 50系
- 專業／測試型
  - Maya 34型（マヤ34形，路線高速化檢測用車）

## 航線
九州旅客鐵道與南韓未來高速（MireJet）公司有合營海上航線，當中轄下JR九州高速船以波音929「甲蟲號」（Beetle，日本方面共有3艘；此外，南韓方面亦有4艘，名為「Kobee號」）水翼船在博多與釜山港之間每日航行。此航線是繼信德中旅船務管理有限公司經營之香港-澳門航線後，世界另一條主要水翼船航線。

## 外部連結
- 九州旅客鐵道（页面存档备份，存于） （日語）（英文）（简体中文）（繁體中文）
- JR九州路線圖（页面存档备份，存于）
- JR九州铁道旅行的新浪微博